# Hegemony Gold: Wars of Ancient Greece
Hegemony Gold: Wars of Ancient Greece è un gioco di strategia in tempo reale sviluppato e pubblicato dalla Longbow Digital Arts Inc., ed è il capostipite della serie Hegemony. Il suo titolo originale è stato Hegemony: Philip of Macedon, narrante, appunto, l'ascesa del regno di Macedonia sotto Filippo II, padre di Alessandro Magno, ed è uscito l'11 maggio 2010. Il 23 febbraio, il gioco è stato aggiornato nel titolo attuale, Hegemony Gold: Wars of Ancient Greece, con uno scenario aggiuntivo nella Guerra del Peloponneso. Il gioco rappresenta un insieme simultaneo tra battaglie tattiche in tempo reale e una gestione dell'impero strategica in tempo reale, permettendo al giocatore di concentrarsi sulla logistica e sulla pianificazione delle campagne militari.
È presente anche su GOG.com.

## Modalità di gioco
Il gioco è uno strategico in tempo reale che però è possibile mettere in pausa premendo lo Spazio. Durante tale pausa, è possibile impartire ordini che verranno eseguiti una volta ripreso il gioco. Un'ora nel tempo reale rappresenta un anno nel gioco, e dato che ogni anno è diviso per stagioni, 15 minuti della vita reale rappresentano una stagione intera. La stagione attuale è visualizzata in cima allo schermo sotto la bussola. È importante ricordarsi che, durante le stagioni invernali, le acque normalmente calme diventeranno troppo pericolose per essere navigate, e ogni nave fuori porto che si trova lontana dalla costa riceverà danni graduali, al punto di affondare. Inoltre, sempre d'inverno, le scorte di viveri saranno consumate più in fretta, e ogni trasporto marittimo di cibo sarà interrotta (annullando, tra l'altro, la minaccia di razzie marittime).
Ogni unità presenta diversi parametri:
- Salute dell'unità (solo unità militari): ogni unità ha un valore massimo di salute, espresso in numero di truppe o di percentuale di salute nel caso di navi. Nel caso siano disponibili delle reclute, è possibile rimpiazzare le perdite in battaglia dalla sua città natale, o comunque un edificio amico connesso da una rotta di approvvigionamento alla città natale dell'unità. Tale rotta di approvvigionamento non è richiesta se l'unità si trova vicino a un santuario curativo amico.
- Cibo (solo unità militari): ogni unità possiede un diverso valore massimo di cibo che può portarsi. Nella schermata di informazioni è anche riportato il tempo che l'unità impiegherà a esaurire le sue scorte di viveri. Le unità amiche nelle vicinanze condivideranno il proprio cibo con le altre unità. È sempre opportuno ricordarsi che il cibo è importante per mantenere alto il morale, e che le unità ne consumano di meno se si trovano all'interno di un edificio o sono accampate. Inoltre, l'attributo Logistica ne riduce ulteriormente il consumo.
- Morale: cala quando l'unità perde un suo componente in battaglia, esaurisce le sue scorte di viveri o non riceve appieno il suo stipendio a causa delle spese eccedenti gli introiti. Quando il morale cala a zero, l'unità va in rotta, ma non è perduta per sempre, in quanto si ricomporrà gradualmente nella sua città natale. Tuttavia, nel caso la città natale dell'unità venga riconquistata, l'unità diverrà un'unità senzatetto, e andrà permanentemente perduta nel caso vada in rotta. Il morale massimo può incrementare con l'abilità Eroismo, con un generale di alti livelli di Eroismo o stando vicino a un santuario eroico.
- Esperienza (solo unità militari): ovviamente, le unità militari guadagnano esperienza durante la battaglia, e ogni volta che tale barra supera il limite massimo, l'unità guadagna un Punto Abilità, usabile per migliorare una delle quattro seguenti abilità:
  - Iniziativa: aumenta il raggio di visione in chilometri e la durata della carica in secondi.
  - Logistica: riduce il consumo di cibo dell'unità in percentuali.
  - Eroismo: aumenta il morale massimo dell'unità.
  - Ingegneria: aumenta la velocità di costruzione e il danno di assedio.
- Carico (solo operai, schiavi e navi)

Il cibo è prodotto dalle fattorie e dai greggi di pecore che si trovano nelle valli e sulle colline. Verso primavera, può capitare di ricevere nuovi greggi di pecore, mentre il raccolto delle fattorie avviene tutto l'anno, sebbene si produca maggiormente in autunno. Le fattorie possono essere usufruite direttamente da lavoratori o da schiavi. Ogni unità militare ha sempre bisogno di scorte di cibo, delle quali si rifornirà ogni volta che uscirà da una città o un forte o si trovano vicino a una fonte di cibo. Se si trovano almeno due unità vicine tra di loro, esse si condivideranno tra di loro le scorte di cibo. Tuttavia, è bene ricordare che lavoratori, schiavi e triremi non consumano cibo, e anzi lo portano nel loro carico. Come detto prima, le unità militari consumano cibo per mantenere alto il loro morale. Quando una città esaurisce le sue scorte di cibo, la guarnigione non riesce più a contribuire al contenimento delle ribellioni. È bene collegare le fattorie a una città o un forte in modo sicuro e accessibile, in modo che arrivi a destinazione senza problemi. Le rotte di approvvigionamento possono essere anche usate per ridistribuire il cibo tra città e forti basate sui livelli di richiesta impostati dal giocatore; in tal modo, il cibo può essere immagazzinato in un luogo di frontiera in preparazione per una campagna.
Quanto agli introiti, è possibile costruire e mantenere le miniere per guadagnare oro. Come le fattorie, anche le miniere, per essere usufruite appieno, vanno rifornite di lavoratori e/o schiavi. Ogni miniera frutta 80 oro che si aggiunge al limite massimo degli introiti. Gli introiti, inoltre, aumentano anche conquistando altre città. In ogni caso, è sempre un bene proteggere le linee di rifornimento, a prescindere dalla situazione, dagli invasori nemici, perché quando un'unità nemica si muove vicino ad una rotta di rifornimento, questa è immediatamente bloccata, e l'introito è perduto, sia essa una fattoria o una miniera.
Le città presentano anche delle reclute, che si generano in proporzione alle dimensioni della città. Le unità che hanno come base una città diversa e hanno bisogno di rinforzi possono cambiare la loro città natale ad una città che ancora possiede reclute. È importante ricordare che la rigenerazione delle reclute avviene lentamente, quindi non conviene agire in modo sfrontato con le proprie unità militari; in caso contrario, il giocatore potrebbe trovarsi senza un esercito.
Nel gioco sono anche presenti i generali, che possono fondersi con una qualsiasi unità militare per sommare le proprie abilità a quelle dell'unità che comanda; fondere il generale con l'unità è l'unico modo per usufruire dell'abilità del generale stesso. Effettivamente, è possibile fondere più di un solo generale con la stessa unità militare, ma le loro abilità non sono cumulative: per ogni abilità, lo stesso bonus sarà scelto tra tutti i generali assegnati alla stessa unità. In tal modo, è possibile usare generali dai diversi punti forti per complementarsi l'un l'altro.
Quando un'unità nemica si arrende (sempre a seguito del completo calo di unità), è possibile catturare i superstiti e ridurli così a schiavi, o giustiziarli sul posto. Se lasciati da soli, i sopravvissuti avranno la possibilità di scappare e riunirsi alle reclute della città natale. Il numero di reclute che ritorna a casa è inversamente proporzionale alla distanza dal punto in cui iniziano a fuggire alla città natale. Gli schiavi, come gli operai, possono lavorare nelle miniere, costruire edifici o caricare cibo, ma non costano oro né usano reclute. Inoltre, gli schiavi possono ribellarsi se mossi fuori dalla visione di unità, città, forti o sentinelle amiche.
Inoltre, è possibile anche costruire le mura cittadine, essenziali per la loro sicurezza ed edificabili da unità militari, operai o schiavi. Le mura donano una forza difensiva alla città, con tanto di catapulte dalle torri. Inoltre, a patto che ci sia cibo nella città, l'aggiunta di una guarnigione aumenterà ulteriormente la cadenza di fuoco delle catapulte. Il loro svantaggio, però, è che costano oro in mantenimento, e le città non native hanno più probabilità di rivolta anche se hanno la protezione delle mura stesse. L'unica soluzione è una forte guarnigione per sottomettere la popolazione locale, o, in alternativa, distruggere le mura, limitando meglio la necessità di una forte guarnigione.
Le unità militari hanno anche la possibilità di razzie volte a indebolire il nemico. Generalmente, le unità che stanno per compiere una razzia evitano aree ben difese, e quindi, in genere, eviteranno il combattimento e spesso si ritireranno se affrontano forze numericamente uguali o anche superiori. La probabilità che una fazione lanci una razzia contro il giocatore è determinata anche dall'ostilità della fazione. Le fazioni con un'ostilità relativamente bassa si limiteranno a mandare guerrieri a colpire delle fattorie; invece, fazioni assai ostili saranno anche più aggressive, e colpiranno anche miniere o città indifese.
Sono anche presenti dei Santuari che, una volta catturati da unità militari, donano benefici al costo di un tributo in oro, motivo per cui possono anche essere abbandonati in caso di necessità, in modo da ridurre le spese. I loro benefici sono distribuiti da un'area effetto, contrassegnata da un cerchio blu. Tre sono i tipi di santuari:
- Curativi: reclutamento e rimpiazzo delle unità non richiedono rotte di approvvigionamento.
- Eroici: incrementano il morale massimo.
- Logistici: riducono il consumo di cibo.

Molti santuari si trovano nei pressi di siti di importanza storica, come l'Antica Troia, la Battaglia di Salamina, la Battaglia di Maratona, il Santuario di Achille, la Caverna di Ade o la Forgia di Efesto.
Alcuni obiettivi, che riflettono eventi importanti nello scenario in corso, sono segnati come obiettivi egemonia (hegemony), e si distinguono col simbolo della fazione controllata dal giocatore. Si possono anche trovare cercando nelle colonne sulla mappa strategica, decorate da bracieri. Completando tutti questi obiettivi, lo scenario è vinto.
È bene notare che il mondo dell'Antica Grecia era molto più suddiviso e variegato di come è stato descritto nel gioco. Le fazioni presenti in Hegemony riflettono le nazioni realmente esistite sulla storia, ma certamente non sono del tutto accurate per il IV secolo a.C.

## Campagne
Il gioco presenta un totale di quattro campagne, inclusa quella Sandbox:
- Filippo di Macedonia: parte nel 359 a.C., e si inizia nel cuore della Macedonia. Vale come tutorial,
- La guerra di Archidamo: parte nel 431 a.C., e si parte da Atene, controllata dal giocatore. L'obiettivo è contrastare le invasioni spartane.
- La guerra dello Ionio: parte nel 414 a.C., nella seconda parte della Guerra del Peloponneso, e si gioca nei panni di Sparta, partendo dall'isola di Chio, che funge come base per contrastare le ingerenze ateniesi.
- Sandbox: consente di giocare nei panni di qualsiasi fazione, a qualunque condizione.

## Fazioni
Nella campagna Sandbox sono presenti varie fazioni, tutte elencate in questo elenco:
- Lega acarnania
- Lega achea
- Lega etolica
- Lega arcadica
- Argo
- Impero ateniese
- Tribù delle montagne balcane
- Regno degli Odrisi (diviso in tre parti indipendenti in centrale, orientale e occidentale)
- Lega calcidica
- Corinto
- Creta
- Tribù della valle del Danubio
- Lega elea
- Regno d'Epiro
- Illiria
- Regno di Macedonia
- Messenia
- Peonia
- Impero persiano
- Fere
- Lega focese
- Sparta
- Lega beotica
- Lega tessala

## Accoglienza
| Testata                          | Giudizio |
| -------------------------------- | -------- |
| Metacritic (media al 30-01-2020) | 67/100   |
| Destructoid                      | 7,5/10   |
| GameSpot                         | 7,5/10   |

Il gioco ha avuto un'accoglienza positiva o comunque sopra la media, con voti del 67/100 da parte delle recensioni aggregate di Metacritic.
Destructoid lo ha votato con un 7,5/10, così come anche GameSpot.
GameStar ha considerato Hegemony: Phillip of Macedon uno strategico un po' pesante e comunque complesso e l'ha valutato 73/100, nonostante la grafica del gioco non soddisfacesse standard elevati. La rivista Armchair General ha assegnato a Hegemony Gold un punteggio di 93/100 . Il gioco ha ottenuto anche un 84% da PC Master e un 70% da GamingXP.